# アプフェルドルフ
アプフェルドルフ (ドイツ語: Apfeldorf) はドイツ連邦共和国バイエルン州オーバーバイエルン行政管区のランツベルク・アム・レヒ郡に属す町村（以下、本項では便宜上「町」と記述する）で、ライヒリング行政共同体を構成する自治体の一つである。

## 地理
アプフェルドルフは。ランツベルク・アム・レヒ、ショーンガウ、ヴァイルハイム・イン・オーバーバイエルンの間に位置し、レヒ川沿いのいわゆるレヒライン地方に含まれる。

### 自治体の構成
この町は、公式には8つの地区 (Ort) からなる。このうち小集落や孤立農場などを除く集落を以下に列記する。
- アプフェルドルフハウゼン
- オーバーアプフェルドルフ
- ウンターアプフェルドルフ

この町は1972年までショーンガウ郡に属していた。1978年以降、ライヒリング行政共同体の一員となった。

## 歴史
アプフェルドルフに関する最初の文献上の記録は1305年になされた。公刊されたものでは1313年のアウクスブルクの文書が初出である。2001年に設立され活発に活動しているアプフェルドルフ成立史に関する郷土史グループの研究によって、アプフェルドルフ司祭区文書庫から古文書が発見されたのである。ここにはポリング修道院のアウグスチノ会修道院参事会の代表を務めたフランツ・テプルスによる18世紀中頃の2巻の手書き文書が保管されていた。最初に言及した記録はこの文書の中に完全な形で遺されていたのである。それは1305年に記述されたもので、ポリング修道院がアプフェルドルフ司祭区に所領を持つことが記録されている。こうした記録文書の断片はミュンヘンのバイエルン中央文書館にも収蔵されている。
売買証明書および寄贈証明書によればハインリクス・デス・エンニスとその妻であるエリザベート・デ・ヴィハインはポリング修道院に関する権利をアプフェルドルフ司祭に一部寄贈し、一部売却した。ハインリヒ・フォン・エンとエリザベート・フォン・ヴァイルハイムはアプフェルドルフの教会参事会員でもあり、アプフェルドルフの歴史はこの最初の記録の時点から始まったというわけではない。この法的手続きは1305年3月12日にヴェッソブルン修道院で執行された。この時の立会人の中に "Dominus Hainricus Rector Ecclesiae in Apheldorf"（アプフェルドルフの教会責任者ハインリヒ氏）が記録されている。ハインリヒ司祭はこれによりアプフェルドルフのポリング修道院の初代修道院司祭となった。アプフェルドルフの司祭とポリング修道院の緊密な関係は1803年の世俗化まで続いた。
古文書に古くからの城館と裁判所と記述されているラウヘンレヒスベルク(Rauhenlechsberg)保護裁判所もアプフェルドルフの歴史と分かち難く結びついている。レヒ川 (Lech) 沿いの起伏の多い (rauh) 山 (Berg) にちなんで名前が付けられた。この保護領はアプフェルドルフ、ビルクラント（パイティング）、キンザウ、パイセンベルク、ライヒリング、シュタットル、ムントラヒング（最後2つの集落はフィルゲルツホーフェンに属す）をその管轄下に置いた。ラウヘンレヒスベルクは1705年のバイエルン民衆蜂起の主要な指導者であったイェーガーヴィルト・フォン・ミュンヘンが捕らえられていたことでも有名である。世俗化によりこの保護裁判所はショーンガウ地方裁判所に併合された。
この他のアプフェルドルフはレヒライン地方の多くの町と変わりない。戦争、ペスト、突然の嵐が乏しい生活の糧を奪った。経済構造は1900年まで筏流しと農業が主体であった。アプフェルドルフの筏は木材や加工製品をウィーンやブダペストまで輸送していた。
現在のアプフェルドルフは人口1,000人ほどの町で、レヒ川沿いの魅力的な場所にある。町の行政機構はこの田舎の風景を保護している。700年祭には予想されていた5,000人を上回る来訪者があった。

## 文化と見所

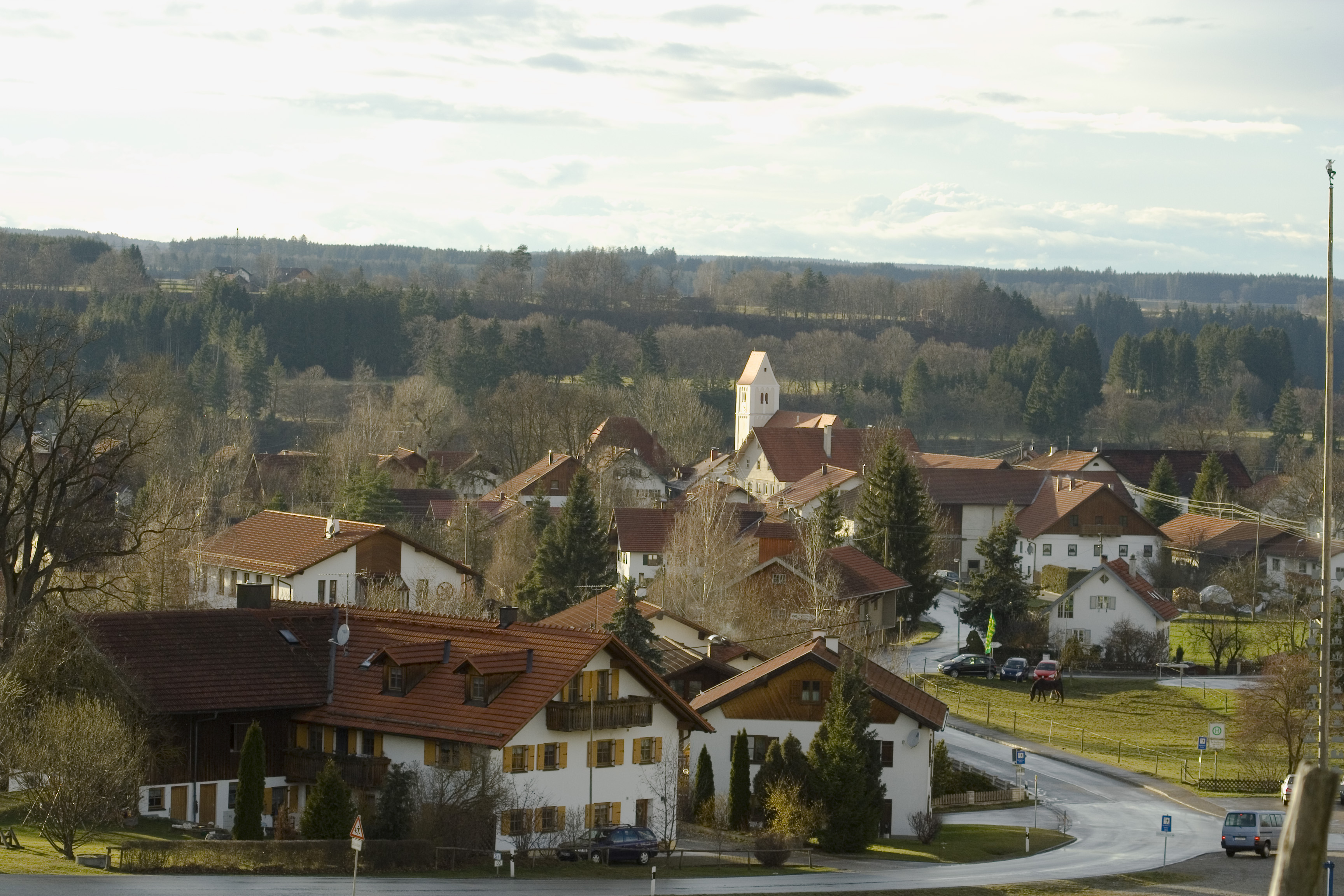
アプフェルドルフ

聖霊教区教会は、切妻屋根を戴く後期ロマネスク様式の塔、後期ゴシック様式の内陣室（1740年頃に化粧漆喰が施された）、バロック様式を模倣した長堂を有している。
1747年に建設された美しいホールを有する司祭館の設計は、バロック建築の巨匠であるヨハン・ミヒャエル・フィッシャーによる。

## 引用
1. ↑  https://www.statistikdaten.bayern.de/genesis/online?operation=result&code=12411-003r&leerzeilen=false&language=de Genesis-Online-Datenbank des Bayerischen Landesamtes für Statistik Tabelle 12411-003r Fortschreibung des Bevölkerungsstandes: Gemeinden, Stichtag (Einwohnerzahlen auf Grundlage des Zensus 2011)
2. ↑  Bayerische Landesbibliothek Online